# Louise Verneuil
Pauline Louise Benattar (* 14. Dezember 1988 in Korsika), bekannt unter ihrem Künstlernamen Louise Verneuil, ist eine französische Singer-Songwriterin.

## Leben
Verneuil wurde in Korsika geboren und hat eine Schwester. Im Alter von 18 Monaten zog Verneuil mit ihrer Familie nach La Bastide-sur-l’Hers im Département Ariège. Dort besaßen sie ein Restaurant. Als sie elf wurde, zog ihre Familie zum Küstenort Golfe-Juan an der Côte d’Azur, wo sie von 1998 bis 2002 die Lycée du Mont Saint-Jean in der Nähe von Antibes besuchte.
Von ihrem Vater erlernte sie das Gitarrespiel. Ihre spanische Mutter hörte die Musik der 1960er und 1970er Jahre und brachte Louise dadurch näher an französische Künstler, darunter Barbara, Françoise Hardy, Serge Gainsbourg und Véronique Sanson.
Verneuil absolvierte ein Journalismus-Studium und verbrachte anschließend einige Zeit in Punta Cana, Dominikanische Republik. Später arbeitete sie in Paris als Publizistin für eine zeitgenössische Kunstausstellung.

## Karriere
Im Jahr 2018 erschien die Single Nicotine, 2019 veröffentlichte sie die EP Louise Verneuil, 2020 folgte das Album Lumière noire. Als Einflüsse nannte Verneuil unter anderem Billie Holiday, Etta James, Joni Mitchell, Luz Casal, Serge Gainsbourg, Karen Dalton, Françoise Hardy, Nico und Marianne Faithfull.

## Privates
Seit Sommer 2018 ist Verneuil mit Alex Turner, dem Frontmann der britischen Indie-Rock-Band Arctic Monkeys, liiert.

## Diskografie
- 2018: Nicotine (Single), Mercury France
- 2019: Louise Verneuil (EP), Universal Music France
- 2020: Lumière noire (Album), Mercury Records